# Amadou Haidara
Amadou Haidara, né le 31 janvier 1998 à Bamako au Mali, est un footballeur international malien qui évolue au poste de milieu de terrain au RB Leipzig.

## Biographie

### Carrière en club
Il participe à la Ligue des champions et à la Ligue Europa avec le club du FC Red Bull leipzig. En 2018, il atteint les 1/2 finales de la ligue Europa mais son club s'incline contre l'Olympique de Marseille. Grâce à son parcours en C3 et ses buts décisifs dans la compétition, il est repéré par des grands clubs européens comme le Chelsea FC ou encore Tottenham. Mais Amadou Haidara ne partira finalement pas cet été du club autrichien, qui prolonge le contrat du Malien jusqu'en 2023.
Le 22 décembre 2018, il s'engage à partir du 1er janvier 2019 avec le RB Leipzig, contre 23 millions d'euros. Il y porte le numéro 8, auparavant porté par Naby Keïta (qui avait quitté le club à l'été 2018).
Alors qu'il est initialement lié au RB Leipzig jusqu'en juin 2025, il a officiellement prolongé fin mars 2024 son contrat d'une saison, soit jusqu'en 2026.

### Carrière internationale
Avec les moins de 17 ans, il participe à la Coupe du monde des moins de 17 ans en 2015. Lors de cette compétition organisée au Chili, il est titulaire et joue sept matchs. Il marque un but contre le Honduras en phase de poule. Ensuite, en huitièmes, il inscrit un nouveau but face à la Corée du Nord, délivrant également à cette occasion une passe décisive. Le Mali s'incline en finale face au Nigeria.
Par la suite, avec les moins de 20 ans, il prend part à la Coupe d'Afrique des nations en 2017. Il joue trois matchs lors de cette compétition, contre l'Égypte, la Zambie et la Guinée, avec pour résultats deux défaites et un nul.
Amadou Haidara reçoit sa première sélection avec les Aigles du Mali le 6 octobre 2017, face à la Côte d'Ivoire. Ce match nul et vierge rentre dans le cadre des éliminatoires du mondial 2018. Il dispute sa première compétition internationale lors de la Coupe d'Afrique des nations 2019. En décembre 2021, Haïdara est retenu par le sélectionneur Mohamed Magassouba pour participer à la Coupe d'Afrique des nations 2021,. Le 2 janvier 2024, il est retenu dans la liste des vingt-sept joueurs maliens sélectionnés par Éric Chelle pour disputer la Coupe d'Afrique des nations 2023.

## Statistiques
| Saison                | Club                  | Championnat           | Championnat | Championnat | Coupe(s) nationale(s) | Coupe(s) nationale(s) | Supercoupe | Supercoupe | Compétition(s) continentale(s) | Compétition(s) continentale(s) | Compétition(s) continentale(s) | Total | Total |
| Saison                | Club                  | Division              | M.          | B.          | M.                    | B.                    | M.         | B.         | Comp.                          | M.                             | B.                             | M.    | B.    |
| 2016-2017             | FC Liefering          | 2. Liga               | 25          | 2           | -                     | -                     | -          | -          | -                              | -                              | -                              | 25    | 2     |
| 2016-2017             | Red Bull Salzbourg    | Bundesliga            | 5           | 1           | 2                     | 1                     | -          | -          | -                              | -                              | -                              | 7     | 2     |
| 2017-2018             | Red Bull Salzbourg    | Bundesliga            | 31          | 3           | 6                     | 1                     | -          | -          | C1+C3                          | 2+16                           | 1+3                            | 55    | 8     |
| 2018-2019             | Red Bull Salzbourg    | Bundesliga            | 12          | 2           | 2                     | 0                     | -          | -          | C1+C3                          | 3+4                            | 0+1                            | 21    | 3     |
| Sous-total            | Sous-total            | Sous-total            | 48          | 6           | 10                    | 2                     | -          | -          | -                              | 25                             | 5                              | 83    | 13    |
| 2018-2019             | RB Leipzig            | Bundesliga            | 9           | 1           | 2                     | 0                     | -          | -          | -                              | -                              | -                              | 11    | 1     |
| 2019-2020             | RB Leipzig            | Bundesliga            | 19          | 0           | 2                     | 0                     | -          | -          | C1                             | 7                              | 0                              | 28    | 0     |
| 2020-2021             | RB Leipzig            | Bundesliga            | 31          | 3           | 5                     | 2                     | -          | -          | C1                             | 6                              | 1                              | 42    | 6     |
| 2021-2022             | RB Leipzig            | Bundesliga            | 19          | 2           | 3                     | 1                     | -          | -          | C1+C3                          | 4+2                            | 0                              | 28    | 3     |
| 2022-2023             | RB Leipzig            | Bundesliga            | 31          | 2           | 4                     | 0                     | 1          | 0          | C1                             | 7                              | 0                              | 43    | 2     |
| 2023-2024             | RB Leipzig            | Bundesliga            | 20          | 2           | 1                     | 0                     | -          | -          | C1                             | 5                              | 0                              | 26    | 2     |
| 2024-2025             | RB Leipzig            | Bundesliga            | 28          | 0           | 4                     | 0                     | -          | -          | C1                             | 8                              | 0                              | 40    | 0     |
| Sous-total            | Sous-total            | Sous-total            | 157         | 10          | 21                    | 3                     | 1          | 0          | -                              | 38                             | 1                              | 217   | 14    |
| Total sur la carrière | Total sur la carrière | Total sur la carrière | 236         | 18          | 31                    | 5                     | 1          | 0          | -                              | 62                             | 6                              | 330   | 29    |

## Palmarès

### En sélection nationale
- Mali -17 ans
  - Finaliste de la Coupe du monde des moins de 17 ans en 2015.

### En club
- FC Red Bull Salzbourg
  - Champion du Championnat d'Autriche en 2017 et 2018.
  - Vainqueur de l'UEFA Youth League en 2017 (moins de 19 ans).
- RB Leipzig
  - Coupe d'Allemagne (2) :
    - Vainqueur : 2022 et 2023

  - Supercoupe d'Allemagne (1) :
    - Vainqueur : 2023

### Distinctions personnelles
- 2018
  - Il remporte le trophée de meilleur espoir du Championnat d’Autriche de football.
  - Il est présent dans l’équipe type du Championnat d’Autriche de football.
  - Il est présent dans l’équipe type de la Ligue Europa.
  - Sixième au Golden Boy 2018.